# ISO 3166-2:CV
ISO 3166-2:CV — стандарт Международной организации по стандартизации, который определяет геокоды. Является подмножеством стандарта ISO 3166-2, относящимся к Кабо-Верде. Стандарт охватывает 2 географических региона (архипелаги) и 22 муниципалитета Кабо-Верде. Каждый геокод состоит из двух частей: кода Alpha2 по стандарту ISO 3166-1 для Кабо-Верде — CV и дополнительного кода, записанных через дефис. Дополнительные: однобуквенный код географических регионов образован аббревиатурой названия региона, двухбуквенный код муниципалитетов образован созвучно: названию, аббревиатуре названия муниципалитета. Геокоды географических регионов и муниципалитетов Кабо-Верде являются подмножеством кодов домена верхнего уровня — CV, присвоенного Кабо-Верде в соответствии со стандартами ISO 3166-1.

## Геокоды Кабо-Верде первого уровня
Геокоды 2 географических регионов (архипелагов) административно-территориального деления Кабо-Верде.
| Геокод | Административная единица | Статус    |
| ------ | ------------------------ | --------- |
| CV-B   | Барлавенту               | архипелаг |
| CV-S   | Сотавенту                | архипелаг |

## Геокоды Кабо-Верде второго уровня
Геокоды 22 муниципалитетов административно-территориального деления Кабо-Верде.
| Геокод | Административная единица   | Статус        | В составе |
| ------ | -------------------------- | ------------- | --------- |
| CV-BV  | Боавишта                   | муниципалитет | CV-B      |
| CV-BR  | Брава                      | муниципалитет | CV-S      |
| CV-MO  | Моштейруш                  | муниципалитет | CV-S      |
| CV-MA  | Маю                        | муниципалитет | CV-S      |
| CV-CA  | Санта-Катарина Сантьягу    | муниципалитет | CV-S      |
| CV-PN  | Порту-Нову                 | муниципалитет | CV-B      |
| CV-SF  | Сан-Филипе                 | муниципалитет | CV-S      |
| CV-RB  | Рибейра-Брава              | муниципалитет | CV-B      |
| CV-RG  | Рибейра-Гранде             | муниципалитет | CV-B      |
| CV-RS  | Рибейра-Гранде-де-Сантьяго | муниципалитет | CV-S      |
| CV-SV  | Сан-Висенте                | муниципалитет | CV-B      |
| CV-PA  | Паул                       | муниципалитет | CV-B      |
| CV-CF  | Санта-Катарина Фогу        | муниципалитет | CV-S      |
| CV-CR  | Санта-Круз                 | муниципалитет | CV-S      |
| CV-SD  | Сау-Домингус               | муниципалитет | CV-S      |
| CV-PR  | Прая                       | муниципалитет | CV-S      |
| CV-SO  | Сан-Лоренсу душ Оргауш     | муниципалитет | CV-S      |
| CV-SM  | Сан-Мигел                  | муниципалитет | CV-S      |
| CV-TA  | Таррафал                   | муниципалитет | CV-S      |
| CV-SL  | Сал                        | муниципалитет | CV-B      |
| CV-SS  | Сан-Салвадор-Мунду         | муниципалитет | CV-S      |
| CV-TS  | Таррафал-де-Сан-Николау    | муниципалитет | CV-B      |